# Senyoria de Bouchet
La senyoria de Bouchet foun una jurisdicció feudal formada vers el 1000 amb una part dels dominis que havien estat de Fulcrad vescomte de Vendôme (els que no tenia en feu del comte de Vendôme). Era una senyoria molt important que va infeudar terres a altres senyors.
Tinguda pels senyors Fulquier I el Ric (fill de Fulcrad) i el seu fill Fulquer II el Ric, va passar per matrimoni a la meitat del segle xi a la filla del segon, Hildegarda (coneguda també com a Domitila) que es va casar amb Engebald el Bretó, un fidel de Jofré Martel, comte d'Anjou (Jofré II 1040-1060) i de Vendôme (Jofré I 1032-1056); va morir vers 1080 i el va succeir el seu fill Jofré Payen; a aquest el seu fill Bartomeu el Ric, germà de Maria que fou la mare de Riquilda casa amb Joan I comte de Vendôme (1137-1180). Bartomeu va morir el 1148 a les Croades on havia anat el 1147. Casar amb Giburga (fill d'Hildebert Payen senyor de Mondoubleau) no va deixar fills mascles i la senyoria va passar a la seva fill Adela que es va casar amb Gosbert de Preuilly senyor de la Guerche (+1205) besnet de Jofré II Jordà comte de Vendôme (1085-1102) el fill del qual Esquibard va heretar la senyoria de Preuilly i fou el pare de Pere I de Preully pare al seu torn de Gosbert; el fill Guillem el va succeir i fou senyor de Bouchet i de La Guerche (a Turena); mort sense fills vers 1208 el va heretar la seva germana Joana que es va casar amb Hug V vescomte de Châteaudun del que va tenir al seu successor Jofré V vescomte de Châteaudun i senyor de Mondoubleau pel seu pare i senyor de Bouchet i La Guerche per la mare. Mort el 1218 el va succeir el seu fill Jofré VI, que va donar en dot la senyoria a la seva germana Agnès vers 1240; Agnès es va casar amb Joan d'Estouteville, senyor de Valmont i van ser el tronc dels senyors de Bouchet-Touteville.